# 鹿児島三育小学校・幼稚園
鹿児島三育小学校・幼稚園（かごしまさんいくしょうがっこう・ようちえん）は、鹿児島県鹿児島市平之町にある私立小学校・幼稚園。

## 概要
- 全国に10校あるセブンスデー・アドベンチスト教会系の小学校の一つ。
- 池田学園池田小学校が開校するまでは長らく鹿児島市唯一の私立小学校だった。

## 沿革
- 1951年（昭和26年） - セブンズデー・アドベンチスト教団鹿児島キリスト教会および教会幼稚園設立
- 1953年（昭和28年） - 小学校設立

## 交通
- 鹿児島市電高見馬場電停より城山方面徒歩8分